# Кобан (хан)
Кобан (*д/н —після 1202) — половецький хан з лукоморських половців. Ім'я також зустрічалось у спотвореній латинській формі «Губан».

## Життєпис
Походив з роду Урусобичів. Ймовірно був сином хана Аккуша. Можливі два варіанти етимології — Qopan (високий, великий, переможний, здоровий) або Qaban (свиня). Втім вважається найймовірнішим перший варіант. Був одним із найвпливовіших половецьких ханів свого часу.
У 1190 році разом з батьком брав участь у поході на Поросся. Того ж року разом з іншими ханами зазнав поразки біля річки Інгулець, потрапивши у полон. За пропозицією Ростислава Рюриковича, його було відпущено за відкуп.
У 1191 році разом з братами — Акочаєм, Акумом, Колдечі — відбивав напад руських військ. Після цього рушив на допомогу Івану Асеню I, царю Болгарії, у війні з Візантійською імперією.
Ймовірно, Кобан брав участь у війні болгар проти угорців у 1202 році у районі Мачви. після цього повернувся до Болгарії, брав участь у війнах проти Візантії.
На володіння Кобана мав здійснити кілька походів волинський князь Роман Мстиславич.